# Зеленово (Калінінградська область)
Зеленово (рос. Зеленово) — селище Полєського району, Калінінградської області Росії. Входить до складу Залісовського сільського поселення.
Населення —  32 особи (2015 рік). 

## Населення
| 2002 | 2010 |
| ---- | ---- |
| 50   | ↘32  |